# Serben

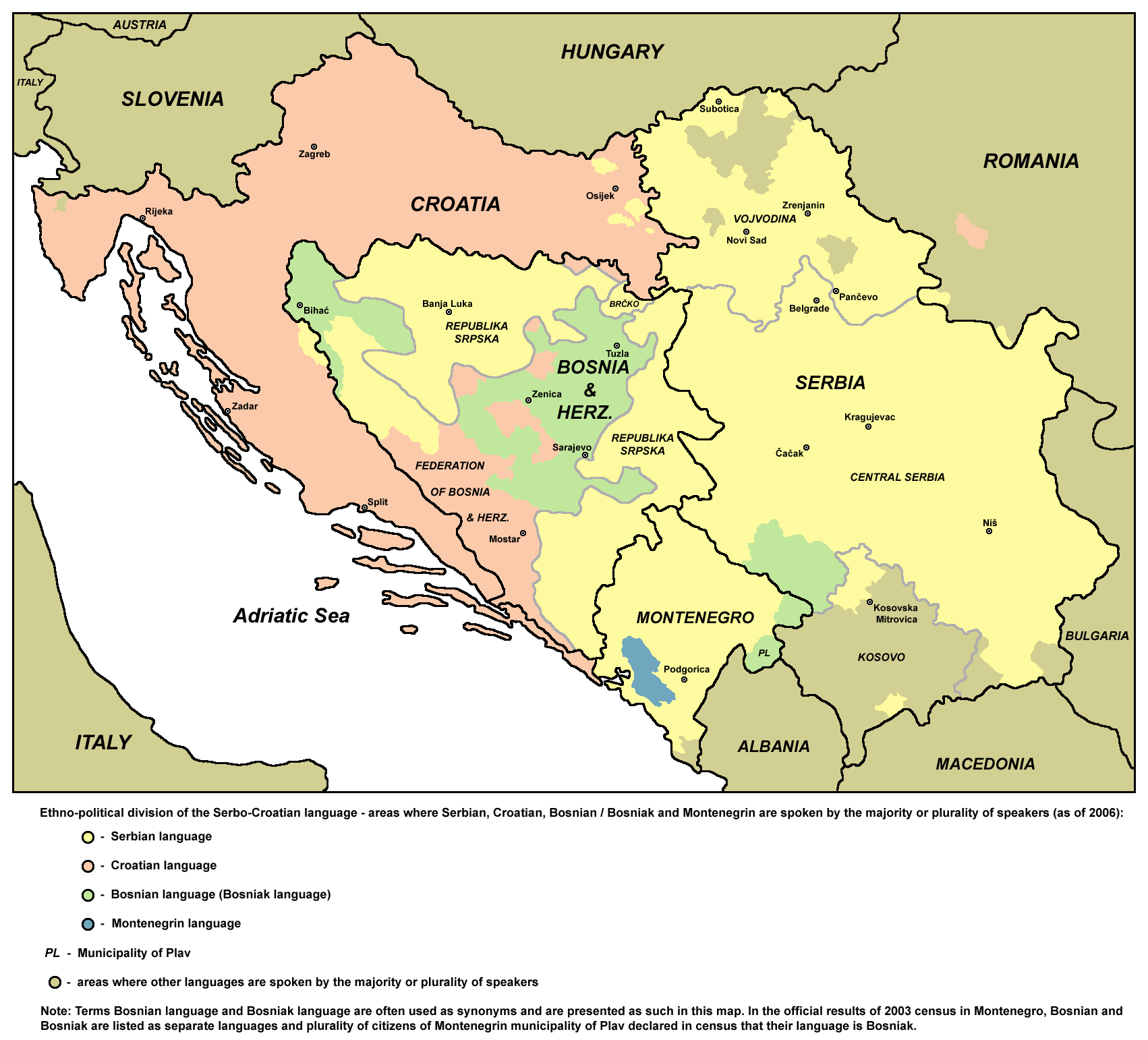
Verbreitung der serbokroatischen Sprachen (Serbisch in gelb) im Jahr 2006

Die Serben (serbisch Срби Srbi, altserbisch: Сьрби, Einzahl Срб Srb Сьрб) sind eine südslawische Ethnie sowie die Titularnation und das Staatsvolk Serbiens. Die Serben in Bosnien und Herzegowina sind eines der drei „konstitutiven Völker“ von Bosnien und Herzegowina. Sie leben auch in Kroatien, Montenegro, Nordmazedonien, Slowenien und im Kosovo als autochthone Minderheiten. Aufgrund der über Jahrhunderte stattfindenden Auswanderung leben zahlreiche Menschen serbischer Abstammung in Westeuropa, Nordamerika, Südamerika und Ozeanien. Davon bezeichnen sich viele unabhängig von ihrer Staatsangehörigkeit als Serben der Diaspora. Eine Anzahl von Serben lebt heute zudem auch im deutschsprachigen Raum und Schweden, aber auch in Nordamerika und Australien. Die Serben sind mehrheitlich serbisch-orthodoxer Konfession. Sie sprechen die serbische Sprache, eine auf der westlichen Variante des neuštokavischen Dialekts basierende Dachsprache, in Bosnien und Herzegowina, Kroatien und Montenegro deren ijekavische Varietät.

## Ethnonym

### Etymologie
Die Bezeichnung Serben leitete sich wahrscheinlich von einem indoeuropäischen Wortstamm „srp“ her. Dieser bedeutete möglicherweise „Verwandter, Verbündeter“ oder „zum gleichen Stamm (Sippe) gehörender“.
Dazu würden z. B. das polnische Pasierb bzw. Pasierbica und das slowenische Paserbok für Halbbruder, Stiefsohn, Halbschwester, Stieftochter gehören, ebenfalls das ukrainische priserbiti sich anschließen.
Verwandt wäre auch das russische serbat (сёрбать) für säugen und das lateinische sorbere für fließen, trinken.
Die älteren Bezeichnungen der Sorben in der Lausitz dürften nach Heinz Schuster-Šewc Sorab oder Surb gelautet haben. Je nach Mundart wurde Serb um Bautzen bis Cottbus, Sarb nördlich von Cottbus bis nach Köpenick und Sorb um Dresden und westlich der Elbe ausgesprochen. Der Name sei zudem der Herkunft nach identisch mit dem der in Südosteuropa lebenden Serben.
Zahlreiche deutsche Ortsnamen wie Zscherben, Serbitz, Zerben, Serba, Sirbis, Serbitz, Altscherbitz oder Zerbst enthalten Hinweise auf Sorben/Serben und zeugen damit von der weit über 1000 Jahre währenden Präsenz dieses Ethnonyms. Weiterhin ist der Name in verschiedenen Varianten als deutscher oder sorbischer Familienname greifbar, so z. B. als Serbe, Serba, Serbin, Sorbe, Sarb, Sirb, Zerbe usw. Demnach versuchten sich verschiedene Ethnologen daran eine abschließende Etymologie zum Ethnonym zu entwickeln.

### Historien

#### Ptolemaios
Die Geographie des Claudius Ptolemäus bezeichnet mit Σέρβοι (transkr. Serboi), nach Quelle Serber, einen Stamm im asiatischen Sarmatien, der am Unterlauf der Wolga zwischen dem Keraunischen und Hippischen Gebirge neben den Orinaiern und Valern siedelte. Hinweise, dass diese Serboi mit den Slawen etwas gemeinsam hatten, gibt es zurzeit keine.
Weiterhin erwähnt Ptol. eine Stadt Σερβίτιον (Serbition) bzw. Σέρβινου (transkr. Serbinou, Serbinos ), das in lateinischen Übersetzungen zu Servitium umgewandelt wurde. Letztere Deutungen der Koordinaten verschieben die Stadt aus dem heutigen Ungarn nach Gradiška im Nordwesten Bosniens.

#### Verschiedene Bezeichnungen für die Serben
Die Serben wurden im Mittelalter unterschiedlich benannt. Eine Eigenbezeichnung der Serben bzw. ihrer Herrschaft war Srblje, u. a. im De administrando Imperio als Serbloi (Σέρβλοι) wiedergegeben. Teilweise wurden sie auch Raszier (serb. Rašani/Rašćani, dt. Raschani/Raschtschani oder latinisiert Rassani) genannt, benannt nach dem in ihrer Herrschaft zentral gelegenen Gebiet Raška, das in lateinischen Schriftstücken auch als Rassa erscheint mit der Burg Ras in dessen Zentrum.
Eine bemerkenswerte Bezeichnung oströmischer Chronisten für die Serben war jedoch Triballer (Τριβαλλῶν). Sich auf die aus dem 5. Jahrhundert vor Christi Geburt durch den Vater der Geschichte Herodot erstmals festgehaltene Erwähnung dieser Triballer beziehend, der in seinen Historien eine Triballische Ebene (πεδίον τὸ Τριβαλλικὸν) erwähnt, die teilweise als Amselfeld (Kosovo polje) oder als Morawatal identifiziert wird, war diese Bezeichnung für die Serben bis ins späte Mittelalter in Byzanz ganz und gar üblich. Nach byzantinischen Quellen z. B. ließ sich Stefan Uroš IV. Dušan zum Kaiser der Romäer und Triballer ausrufen (βασιλέα έαυτὸν ἁνηγόρευε ῾Ρωμαίων καὶ Τριβαλλῶν). Im 15. Jahrhundert schrieb Laonikos Chalkokondyles über diese Triballer, womit die Serben gemeint waren, sie seien der älteste und größte Stamm des ganzen Erdenkreises. Derart „superativische“ Bezeichnungen wurden den Serben von verschiedenen mittelalterlichen Schriftstellern nachgesagt. Das zeigt die Tendenz dieser Chronisten, die Serben mit den Slawen als Ganzes gleichzusetzen, als slawischen Urstamm bzw. Überbegriff für alle Slawen.
Während der Türkenkriege kam es zu zahllosen Flüchtlingsströmen aus den serbischen Fürstentümern ins Habsburgerland. Im deutschen und ungarischen Sprachraum entwickelte sich der Name Raitzen ab dem 18. Jahrhundert als Synonym für den Namen der christlich-orthodoxen Serben, und umgekehrt, da dieser von den Serben auch selbst getragen wurde. Zuerst diente der Name dazu, die Neuankömmlinge aus dem griechisch-orientalischen Gebiet von den damals (griechisch-/römisch-) katholischen bzw. alteingesessenen Schokatzen und Bunjewatzen zu unterscheiden. Bunjewatzen sind heute nur in Serbien eine anerkannte Minderheit. Die Zuordnung der Bunjewatzen zu einer anderen Volksgruppe ist umstritten. Der Name Raitzen geht wohl auf die Raschani (lat. Rassani) zurück. Die christlich-orthodoxen Serben wurden somit nördlich der Donau mitunter als Raitzen bzw. Raszier, Griechen, Altgläubige bzw. Starowizi, die Katholischen als Unierte, Schokatzen und Bunjewatzen bezeichnet. Das den Ortsnamen in Ungarn häufig vorgesetzte Rácz bezeugt den serbischen Ursprung.

#### Serben und Sorben
Zweifelsfrei ist die Übereinstimmung des Namens der Serben mit dem Namen der Sorben, woraus auch die Theorie abgeleitet wird, dass die Serben und Sorben vom selben Stamm abkommen. Hierzu sind die Wurzeln der erwähnten Namen bei Cosmas von Prag (Bezeichnung Zribia für die Mark Meißen, Zribin) und in den Chroniken des Fredegar aufschlussreiche Beispiele:

“[…] etiam et Dervanus dux gente Surbiorum, que ex genere Slavinorum erant et ad regnum Francorum iam olim aspecserant, se ad regnum Samonis cum suis tradidit.”

„[…] und es hat sich Dervanus, der Fürst des Stammes der Sorben/Serben, der slawischer Herkunft ist und von alters her unter fränkischer Herrschaft gestanden hat, mit den Seinen der Herrschaft des Samo anvertraut.“

Die Annales regni Francorum unterscheiden die Serben der Region Dalmatia und die Sorben in Mitteleuropa namentlich nicht voneinander. Sie werden als Sorabi bezeichnet. Nach Konstantin Jireček ist das /a/ in Sorabi das Resultat der Umschreibung eines vokalischen /r/, das im Kirchensl. mit /rъ/ umschrieben wird. Dass es sich beim Namen Sorabi um keine Sammelbezeichnung verschiedener Slawenvölker handelt, stützt die für den November 822 festgehaltene Bemerkung, die die Gesandten der Slawen aufzählt, die sich am Hof des Ludwigs des Frommen einfinden, darunter die Abodriten, Serben bzw. Sorben, Wilzen, Böhmer, Morawier, Praedecenti, wie die Awaren des Pannonien. Auch Konstantin Jireček, wie weitere slawische Slawisten sprechen von den Lausitzer Serben.

#### Annales regni Francorum
Hier scheint die erste Erwähnung des Ethnonyms im Kontext Südosteuropas für das Jahr 822 auf. Darin ist die Rede von Soraben, die einen großen Teil der Provinz Dalmatia besiedelten ((…) Sorabos, quae natio magnam Dalmatiae partem obtinere dicitur, (…)). An anderer Stelle für das Jahr 823 wird Ljudewit (Ljudević) erwähnt, der böswillig die Serben verlässt. (…) interitu Liudewiti, quod relictis Sorabis, (…)
Die übrigen Eintragungen werden den Lausitzer Serben (Sorben, Autonym: Serby, Serbja; Xenonym: Wenden) zugeordnet, die in den Annalen, wie die Serben, ebenso als Sorabi bezeichnet werden:
- Jahr 806: Et inde post non multos dies Aquasgrani veniens Karlum filium suum in terram Sclavorum, qui dicuntur Sorabi, qui sedent super Albim fluvium, (…)
- Jahr 816: Hieme transacta Saxones et orientales Franci expeditionem in Sorabos Sclavos, qui dicto audientes non erant, facere iussi imperata strenue compleverunt et contumacium audaciam non magno labore compresserunt.
- Jahr 822: Item in parte orientali Saxoniae, quae Sorabo*rum finibus contigua est, in quodam deserto loco iuxta lacum, qui dicitur Arnseo (Arendsee), in modum aggeris terra intumuit et limitem unius leugae longitudine porrectum sub unius noctis spatio absque humani operis molimine ad instar valli subrexit.
- Jahr 822: In quo conventu omnium orientalium Sclavorum, id est Abodritorum, Soraborum, Wilzorum, Beheimorum, Marvanorum, Praedenecentorum, et in Pannonia residentium Abarum legationes cum muneribus ad se directas audivit.
- Jahr 826: Accusabatur et Tunglo, unus de Soraborum primoribus, quod et ipse dicto audiens non esset.

#### Bayerischer Chronograph
Für das 9. Jahrhundert beschreibt Geographus Bavarus die Surbi als einen großen slawischen Stamm nördlich der Donau, der 50 Civitates besaß. Im 2. Teil schreibt er: Zeriuani, quod tantum est regnum, ut ex eo cuncte genetes Sclauorum exorte sint et originem, sicut affirmant, ducant (Zerivani [teilweise als Serben interpretiert], das eine so große Herrschaft ist, dass von dort alle Stämme der Slawen hergekommen sind und ihre Herkunft, wie sie bekräftigen, ableiten.). Dann erwähnt er noch nach den Fresiti, die Serauici, denen die Lucolane, Ungare (Ungarn) und Uuislane (Wislanen) in der Aufzählung folgen.

#### De administrando imperio
Konstantins VII. Porphyrogennetos Werk De administrando imperio (DAI) bezeugt als umfangreichste Quelle die frühe Geschichte der Serben in Byzanz und widmet ihr ein eigenes Kapitel. Darin wird unter anderem erwähnt, dass die Serben von den „ungetauften“ Serbloi (griechisch: αβαπτιστων Σερβλων), die auch „Weiße“ genannt wurden, aus einer Gegend namens Boiki (Böhmen?) abstammen und dort, in Serbien, zwei Brüder den Vater beerbten, wobei sich der eine mit der Hälfte des Volkes nach Südosteuropa aufmachte. Dieses Serbien befand sich nach dem DAI jenseits der „Türken“ (wahrscheinlich ein Turkvolk in der Pannonischen Tiefebene oder der Ukraine). Als Nachbarn der Serben in „Boiki“ nennt Porphyrogennetos das Frankenreich und ein Großkroatien, das ebenso wie die Kroaten und Serben auch Weiß genannt wurde.
Laut DAI sind die byzantinischen Serben im 7. Jahrhundert während der Herrschaft Herakleios’ nach der faktischen Landnahme der durch die letzten Einfälle Steppenvölker verödeten Regionen offiziell angesiedelt worden. Hier erwähnt der Autor auch ihre Niederlassung bei Belgrad. Seit dieser Zeit trägt ein Ort nahe Thessaloniki den Namen nach der im DAI beschriebenen von den Serben begründeten Provinz Serblia, heute Servia.
Weiter schreibt er, dass die Zachlumi (Ζαχλούμων), die das Land Zahumlje bewohnen, Nachfahren der Serben sind, die sich zur Zeit der Regentschaft des Herakleios (610–641) dort niederließen. (Οἱ δὲ νῦν οἰκοῦντες ἐκεῖσε Ζαχλοῦμοι Σέρβλοι τυγχάνουσιν ἐξ ἐκείνου τοῦ αρχοντος, τοῦ εἰς τὸν βασιλέα ῾Ηράκλειον προσφυγόντος.)
Über die Trawunier (serbisch Travunci, Τερβουνιωτῶν) schreibt der Kaiser, dass sie mit den Kanaliten dasselbe Land bewohnen und dass die Einwohner dieses Landes Nachfahren der nichtgetauften Serben seien, die sich zu der Zeit des Kaisers Herakleios dort ansiedelten (᾿Απὸ δὲ τῶν ἀβαπτίστων Σέρβλων οἱ ἐκεῖσε οἰκοῦντες κατάγονται (…)). Nach diesen Trawuniern ist heute noch die Stadt Trebinje in Bosnien und Herzegowina benannt.
Außerdem zählt er noch die Paganier (Paganci) zu den Nachfahren der Serben, die ebenso zur Zeit des Herakleios diesen Landstrich besiedelten (Οἱ δὲ αὐτοὶ Παγανοὶ ἀπὸ τῶν ἀβαπτίστων Σέρβλωνἐξ ἐκείνου τοῦ ἄρχοντος, τοῦ εἰς τὸν βασιλέα ῾Ηράκλειον προσφυγόντος.).

#### Arabische Quellen
Vom arabischen Geographen al-Masudi (Murudj al-dhahab), ein Zeitgenosse des Konstantin VII., stammt eine Notiz, die sich nach Marquart auf die „weißen Serben“ Porphyrogennitos' bezieht: In einer Beschreibung slawischer Stämme Nord- und Zentraleuropas nennt al-Masudi die „ehrfurchtgebietenden“ (muhīb) Surbīn. Diese Serben waren nach al-Masudi bei den Slawen aus vielen Gründen gefürchtet. Hier nennt er auch einen Kodex, der vorgab, sich selbst zu verbrennen, falls ein Oberhaupt sterben sollte. Daraus kann man folgern, dass es sich um einen Kriegerkodex handelte über den der Reisende berichtet.

#### Presbyter Diokleas
Im 12. Jahrhundert erwähnt der Presbyter Diokleas Surbia (Transmontana, serb. Zagorje), das in zwei Provinzen, westlich der Drina namens Bosna und östlich des Flusses namens Rassa, geteilt war. Surbiam autem quae et Transmontana dicitur, in duas divisit provinciam: unam a magna flumine Drina contra occidentalem palagam usque and montem Pini, quam et Bosnam vocavit, alteram vero ab eodem flumine Drina contra orientalem plagam usque ad Lapiam et Lab, quam Rassam vocavit.

#### Zweiter Weltkrieg

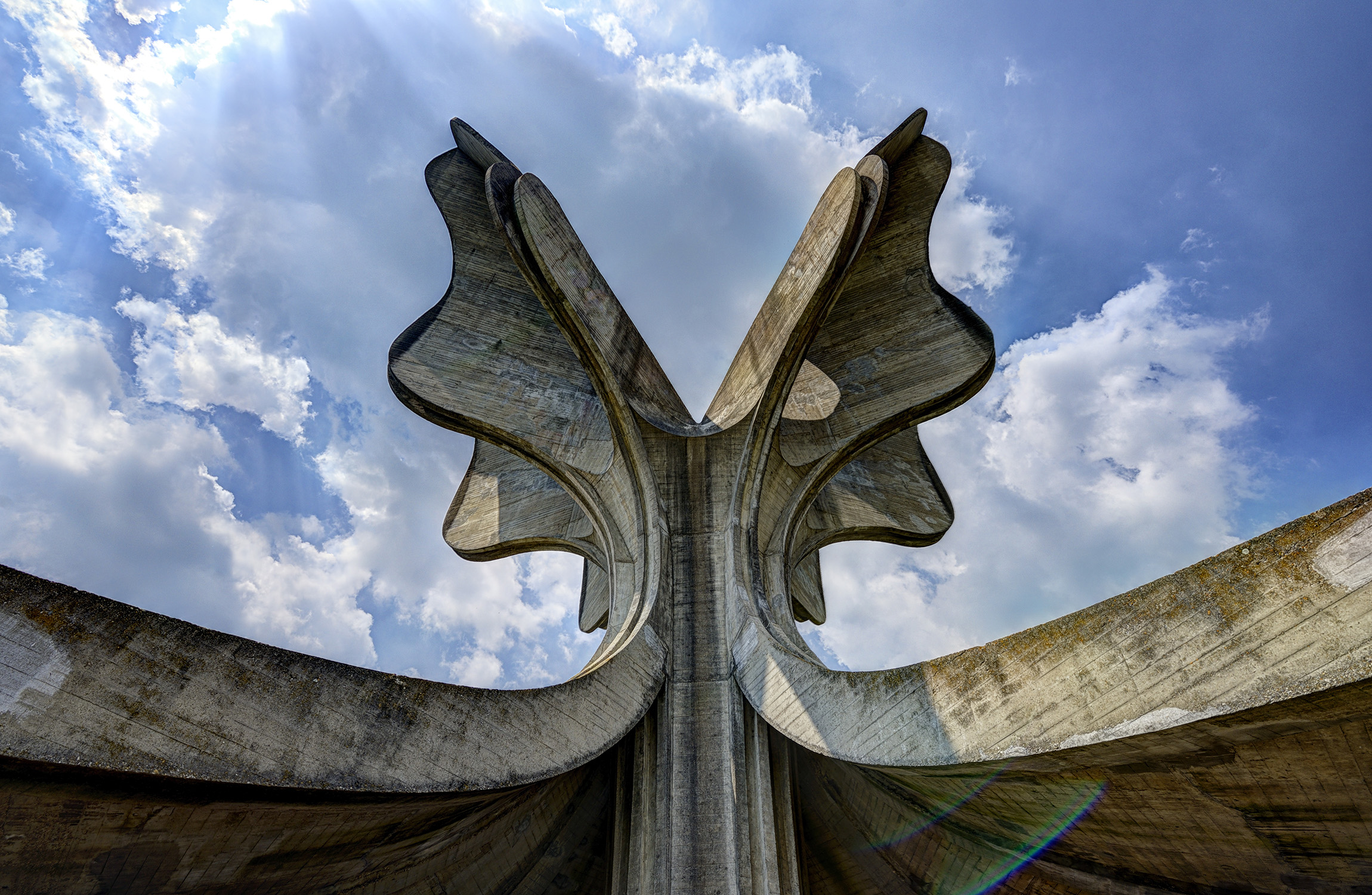
Blume aus Stein, ein Denkmal für die Opfer von KZ Jasenovac. Dies war das größte Konzentrationslager im Unabhängigen Staat Kroatien, in dem die Ustascha unter Führung von Diktator Ante Pavelić den Völkermord an den Serben durchführte.

Nach dem Sieg im Ersten Weltkrieg bildeten die Serben anschließend mit anderen südslawischen Völkern das Königreich der Serben, Kroaten und Slowenen. König Alexander I. aus der serbischen Karađorđević-Dynastie errichtete 1929 eine Königsdiktatur, benannte das Land in Königreich Jugoslawien um und regierte es bis zu seiner Ermordung 1934. Im Zweiten Weltkrieg wurde Jugoslawien im Balkanfeldzug im April 1941 überfallen. Das Land wurde anschließend in viele Teile geteilt, wobei Serbien direkt von den Deutschen besetzt wurde. Der Unabhängige Staat Kroatien, ein Vasallenstaat der Achsenmächte, wurde von Diktator Ante Pavelić regiert, dem Führer der Ustascha. Die ideologischen Grundlagen der Ustascha-Bewegung lassen sich bis ins späte 19. Jahrhundert verfolgen und gehen auf die Politiker Ante Starčević und Eugen Kvaternik zurück. Beide standen der jugoslawischen Idee feindlich gegenüber, wollten einen kroatischen Nationalstaat schaffen und gründeten die nationalistische Partei der Rechte (kroatisch stranka prava), die zur Vorläuferin der Hrvatska stranka prava wurde. Das KZ Jasenovac war berüchtigt für die dortigen barbarischen Praktiken. KZ Sisak und KZ Jastrebarsko wurden speziell für Kinder gegründet. Serben in der NDH erlitten während des Zweiten Weltkriegs eine der höchsten Opferraten in Europa, während die NDH eines der tödlichsten Regime im 20. Jahrhundert war. Diana Budisavljević, eine Menschenfreundin österreichischer Abstammung, führte Rettungsaktionen aus Ustaše-Lagern durch und rettete mehr als 15.000 Kinder, hauptsächlich Serben.
Mehr als eine halbe Million Serben wurden während des Zweiten Weltkriegs im Völkermord an den Serben im Unabhängigen Staat Kroatien getötet. Serbische Partisanen bildeten daraufhin eine Widerstandsbewegung, die als Jugoslawische Armee im Heimatland oder Tschetniks bekannt ist. Die Tschetniks hatten die offizielle Unterstützung der Alliierten bis 1943, als sich die alliierte Unterstützung auf die 1941 gegründete kommunistische Volksbefreiungsarmee bzw. die Titopartisanen verlagerte. Während des gesamten Krieges stellten Serben 53 Prozent der Partisanen, und 64,1 % aller bosnischen Partisanen waren Serben. Nach der Kapitulation Italiens im September 1943 schlossen sich weitere ethnische Gruppen in größerer Zahl den Partisanen an.

## Verbreitung

### Frühere Siedlungen

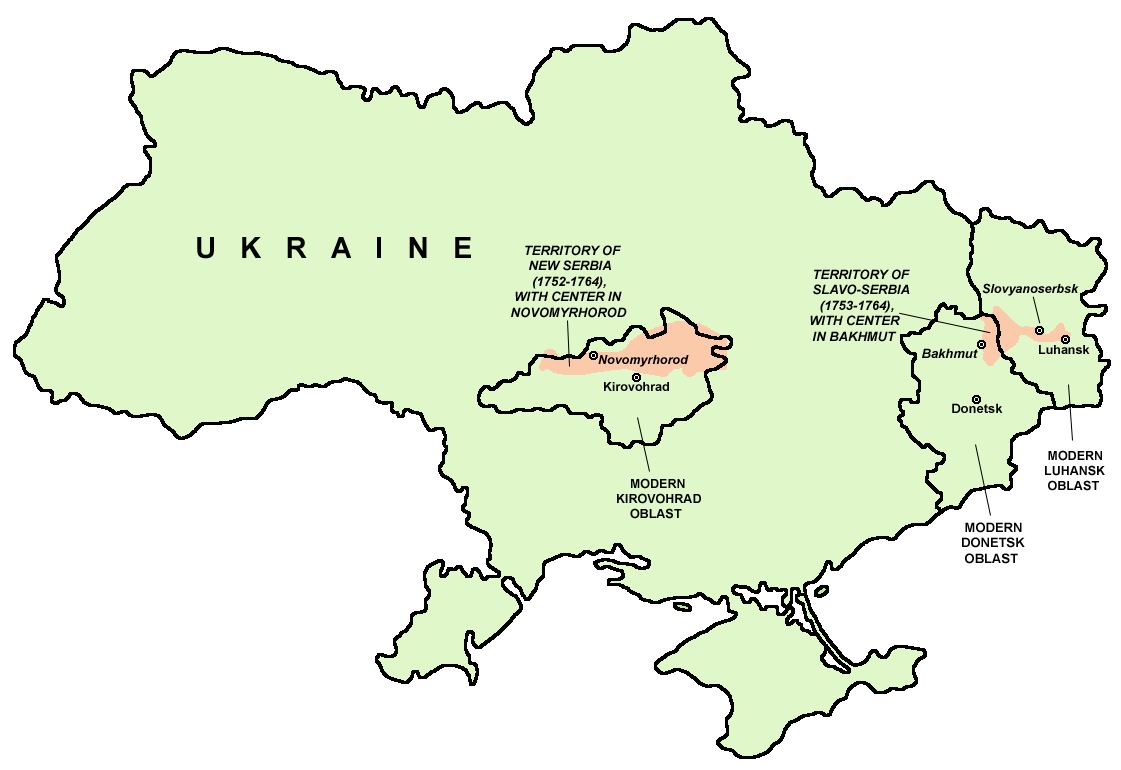
Lage der früheren Siedlungen in der Ukraine

Die Küste der römischen Region Dalmatia, wie das unmittelbare Hinterland sind nach dem DAI ab der Zeit des Herakleios im frühen 7. Jahrhundert von Slawen besiedelt. Frühe slawische Siedlungen waren demnach die Länder Paganien, Zahumlje und Travunien. Das De administrando Imperio gesteht den Slawen die Besiedlung dieser Provinzen ab der Zeit der Regentschaft des Herakleios von 610 bis 641 n. Chr. zu. Ob es sich bei diesen Slawen um ethnische Serben handelte, wird besonders im deutschen und kroatischen Raum von der Forschung angezweifelt.
Serben und Walachen gründeten im 18. Jahrhundert auf dem Gebiet der heutigen Ukraine und Russland Neuserbien, das von 1752 bis 1764, und Slawenoserbien, das von 1753 bis ebenso 1764 bestehen blieb. Die Siedler, zunächst vorwiegend Militärpersonal, kamen vorwiegend aus der Vojvodina und Slawonien, was sich an den Ortsnamen, wie Zemun, Subotica, Vukovar oder Sombor, widerspiegelte.

### Bevölkerung

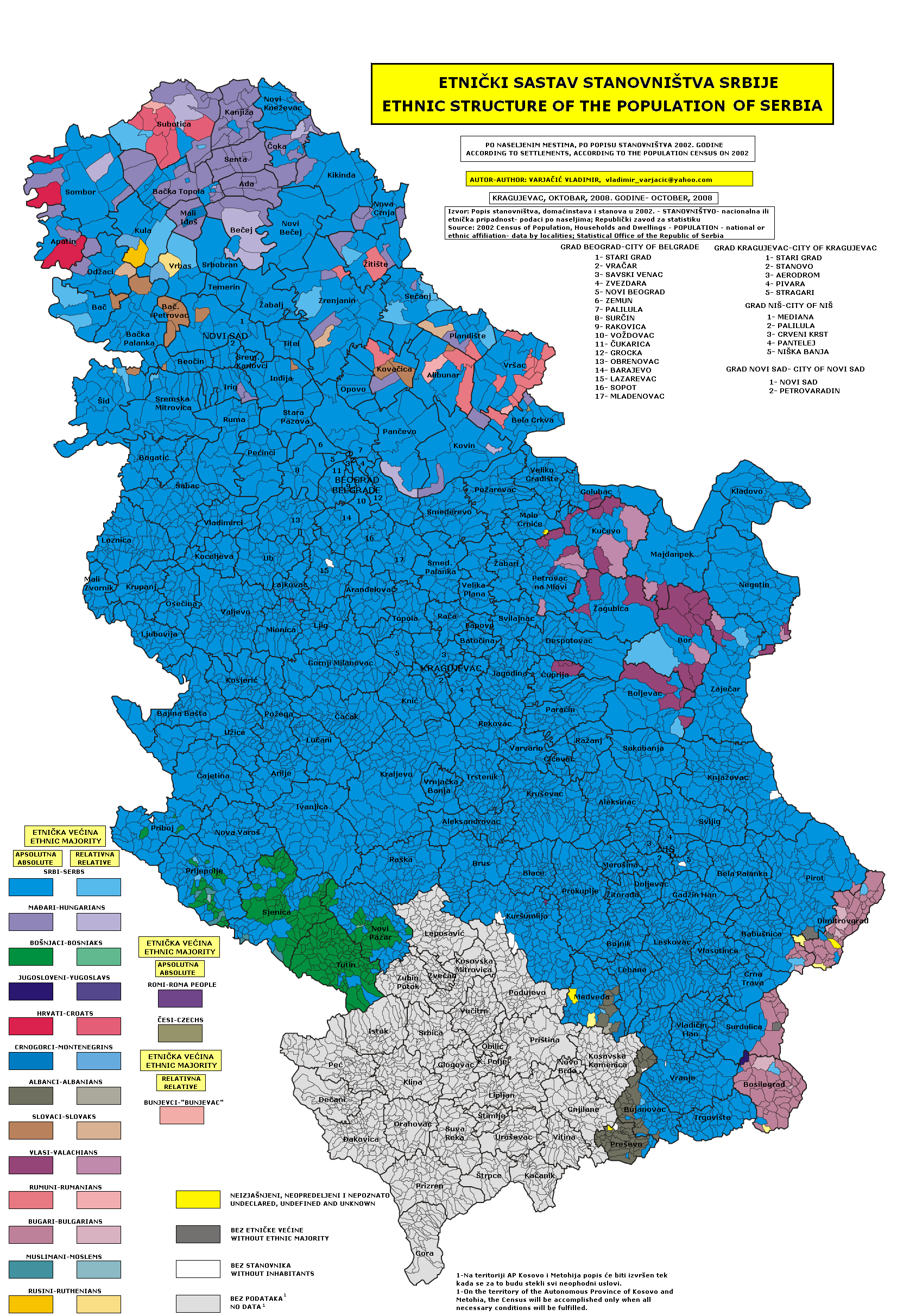
Ethnographische Karte Serbiens (Zensus 2002)

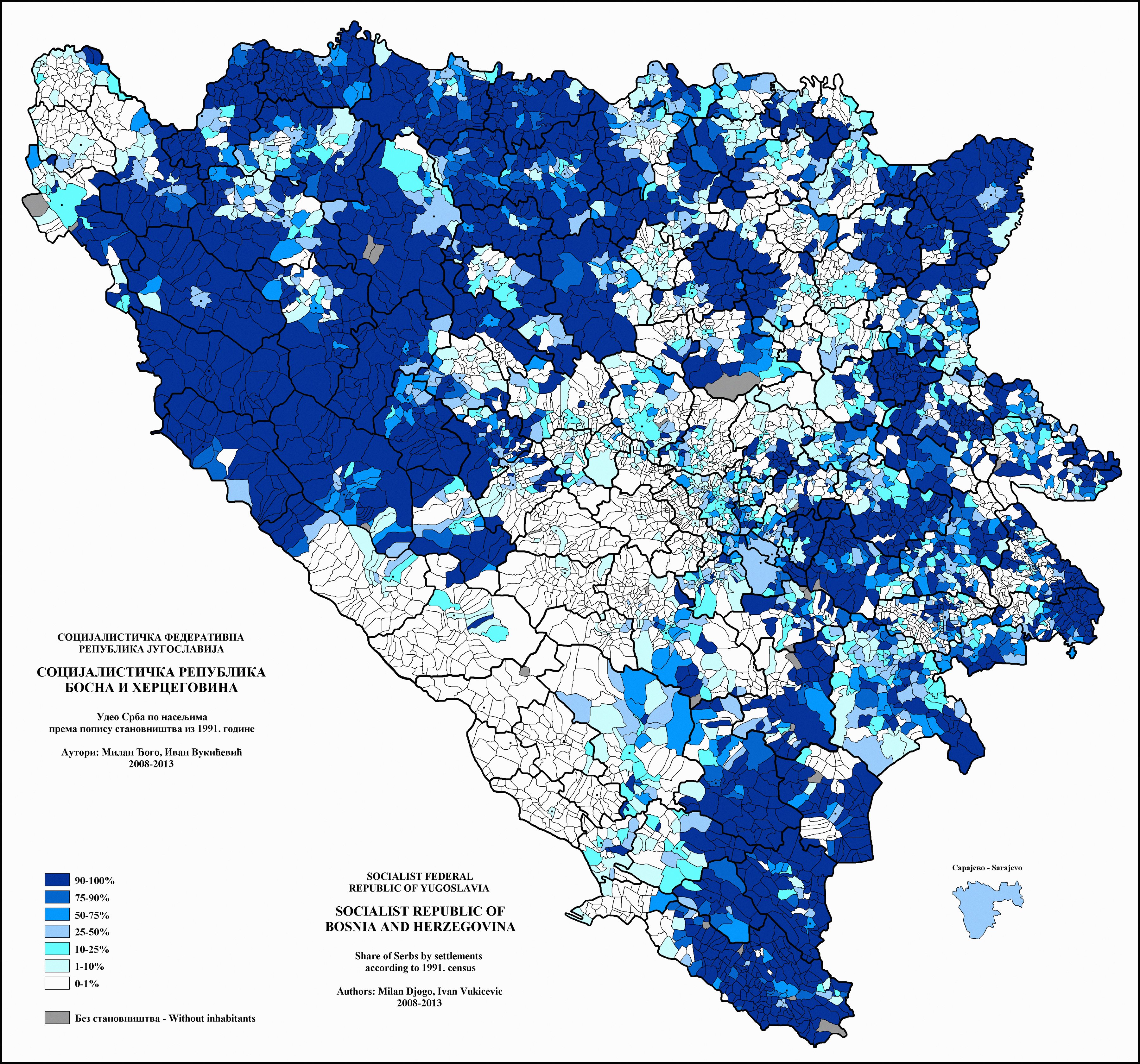
Anteil der Serben auf Gemeindeebene in Bosnien und Herzegowina 1991
Anteil der Serben auf Gemeindeebene in Bosnien und Herzegowina 2013[48]
Bevölkerungsanteil der Serben in Montenegro nach den Volkszählungen 1961, 1971, 1981, 1991 und 2003 (Animation)
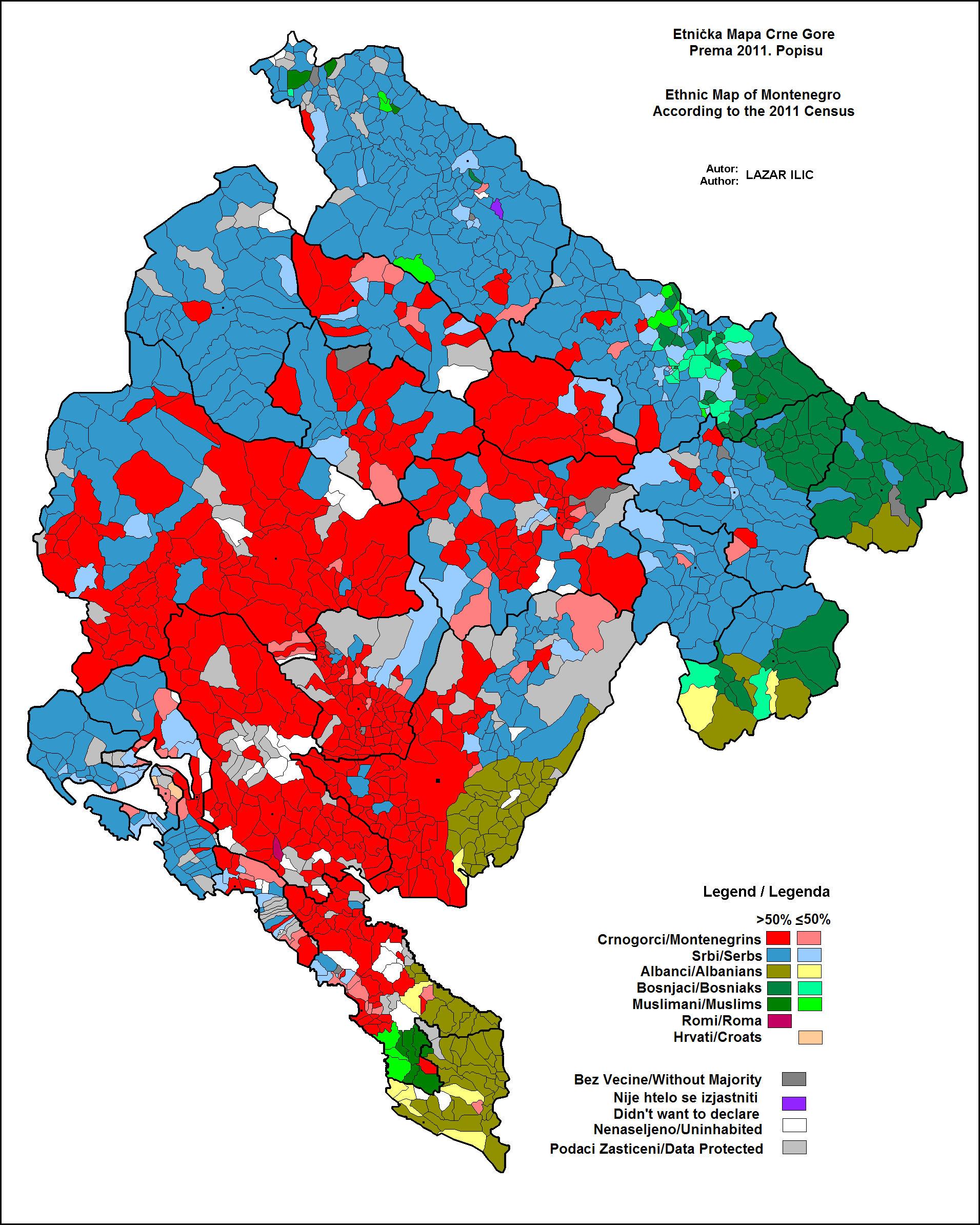
Ethnographische Karte Montenegros (Zensus 2011)
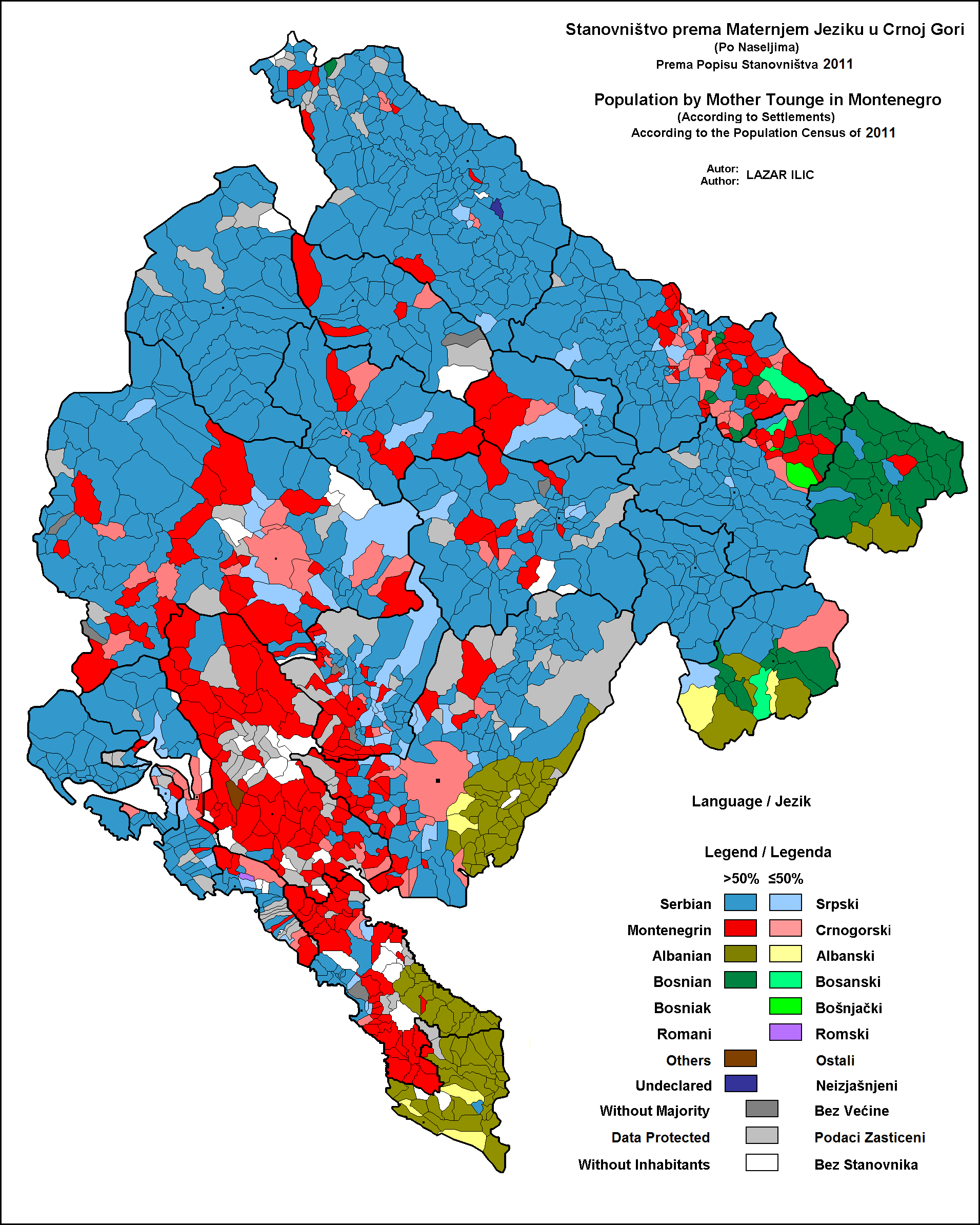
Zensus 2011. Etwa 48 % (2003 63 %) oder 266.000 Einwohner geben als Muttersprache Serbisch an
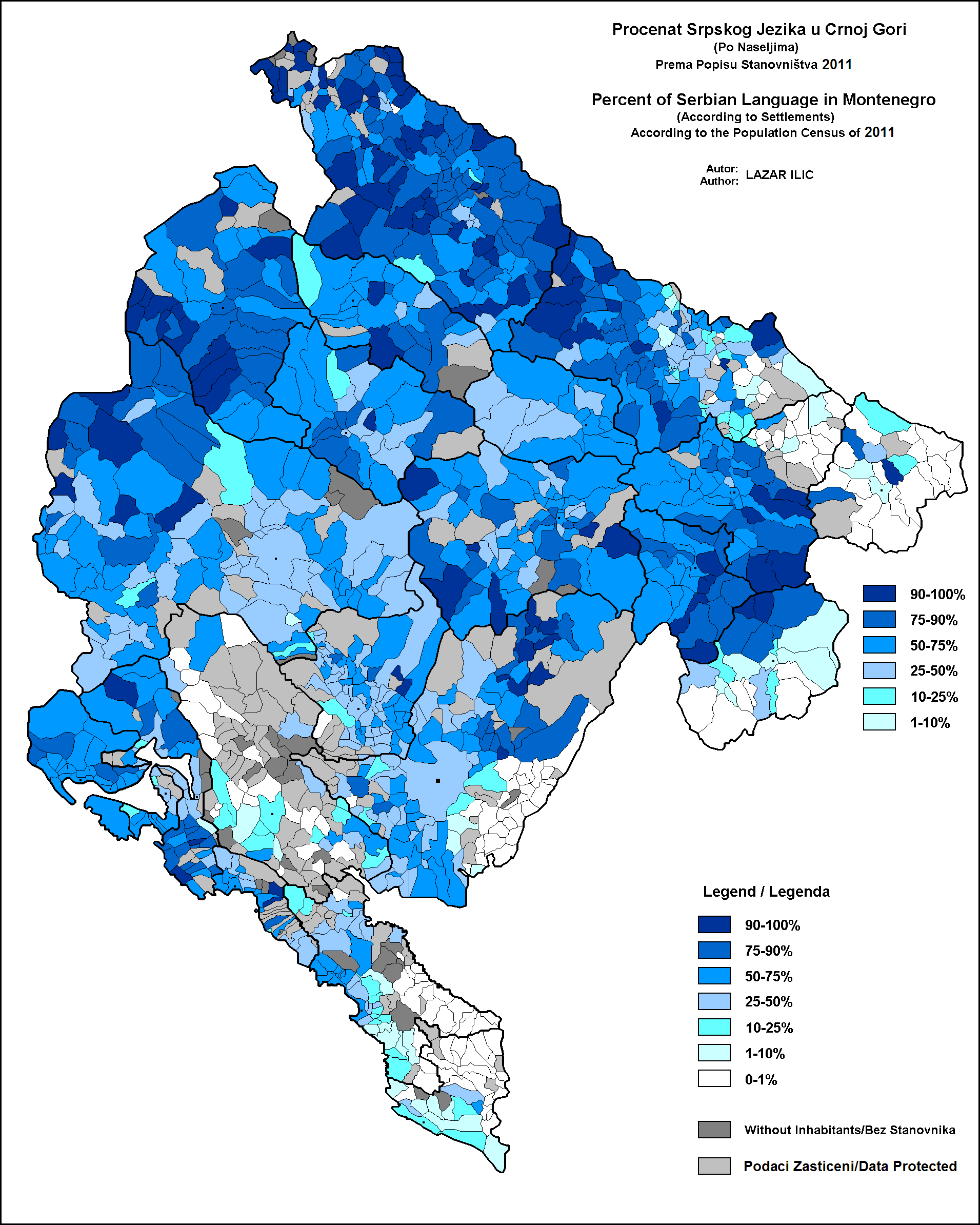
Zensus 2011; Anteil der muttersprachlich Serbisch Sprechenden nach Gemeinde
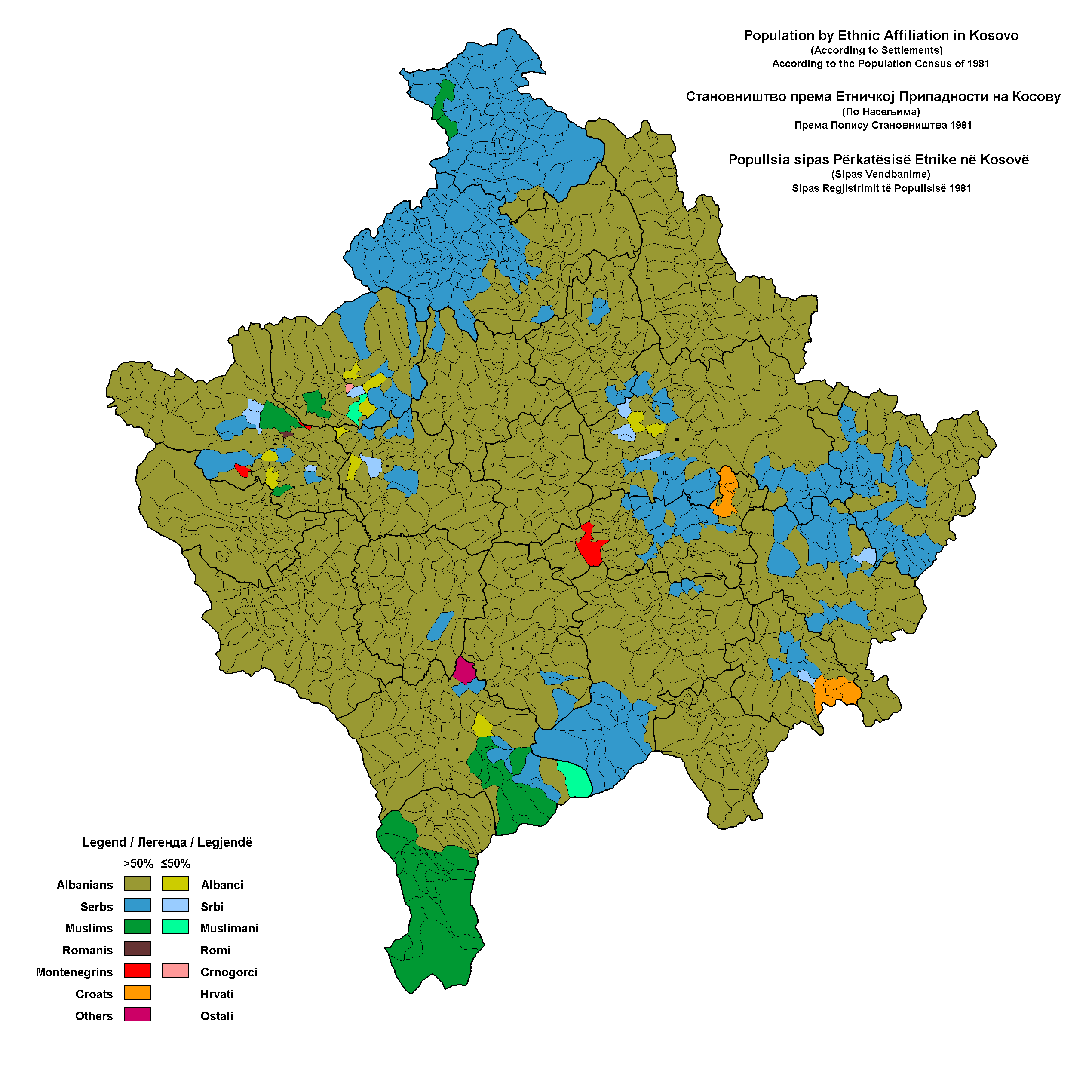
Bevölkerungsverteilung im Kosovo als Teilrepublik Serbiens 1981
Geschätzte Bevölkerungsanteile der Serben im Kosovo (OSZE-Bericht 2005)

Serben leben vor allem in Serbien, in Bosnien und Herzegowina (überwiegend in der Republika Srpska), in Montenegro, im Kosovo und in Kroatien. Die größten urbanen Zentren der serbischen Bevölkerung befinden sich in Belgrad, Novi Sad, Kragujevac und Niš in Serbien sowie in Banja Luka und in Istočno Sarajevo in Bosnien und Herzegowina.
Serben leben als anerkannte autochthone Minderheit weiterhin in Nordmazedonien (ca. 36.000), Rumänien (ca. 22.500), Slowakei (k. A.) und Ungarn (ca. 3.800).

#### Serbien
In Serbien leben laut Volkszählung 2002 6.212.838 (82,86 %) Serben.

#### Bosnien und Herzegowina
In Bosnien und Herzegowina lebten laut Zensus 2013 etwa 1,1 Millionen Serben (30,8 %). Diese bilden – neben den Bosniaken und Kroaten – eines der drei konstitutiven Völker des Landes. Der überwiegende Anteil lebt in der Republika Srpska. In der Föderation Bosnien und Herzegowina leben Serben vor allem in den Gemeinden Drvar, Bosansko Grahovo und Bosanski Petrovac im Nordwesten des Landes.

#### Montenegro
In Montenegro leben laut vorläufiger Auswertung der Volkszählung 2011 178.110 Serben oder 28,73 % von insgesamt 625.266 Einwohnern nach 620.100 im Jahr 2003. 2003 wurden im Zensus noch 198.414 Serben gezählt, deren Anteil 32 % war. Interessanterweise wächst Montenegros Bevölkerung, wenn mittlerweile auch nur sehr schwach, was im Vergleich zu den anderen südosteuropäischen Ländern hervorsticht. Ein Novum im Zensus 2011 bildet die Splittung in „Montenegriner-Serben“ 1.833 (0,3 %) und „Serben-Montenegriner“ 2.103 (0,37 %). Ungeklärt ist auch weiterhin der Status der rund 16.000 Flüchtlinge aus dem Kosovo, aus Bosnien-Herzegowina und auch aus Albanien. Ebenso verhält es sich mit den zahlreichen Serben. Sie werden in der Verfassung aufgeführt, jedoch wurde es bewusst vermieden, sie eindeutig entweder als Minderheit oder als staatstragendes Volk auszuzeichnen. Nach dem abgehaltenen Referendum über die Unabhängigkeit Montenegros 2006 votierten etwa 44,5 % oder 185.002 Einwohner für den Verbleib Montenegros in der Union mit Serbien. Nach dem Zensus 2003 gab zwei Drittel der Bevölkerung Serbisch als Muttersprache an. 2011 waren es noch knapp 43 % oder 265.895 Einwohner, die Serbisch als Muttersprache sprechen, obwohl sich nur etwa 180.000 als Serben, bzw. „Montenegriner-Serben“ oder „Serben-Montenegriner“ deklarierten. Damit spricht der größte Teil der Bevölkerung Montenegros Serbisch.

#### Kosovo
Im Kosovo leben laut Angaben der CIA etwa 130.000 Serben (7 %), hauptsächlich im Nordkosovo, im nördlichen Teil von Mitrovica und in einigen weiteren von der KFOR bewachten Enklaven. Entsprechend den Ergebnissen der Volkszählung lebten 1991 in der damaligen südserbischen Sozialistischen Autonomen Provinz Kosovo insgesamt 194.190 Serben. Viele sind aus Angst vor ethnisch motivierten Angriffen seitens der Albaner geflohen oder wurden vertrieben.

#### Kroatien

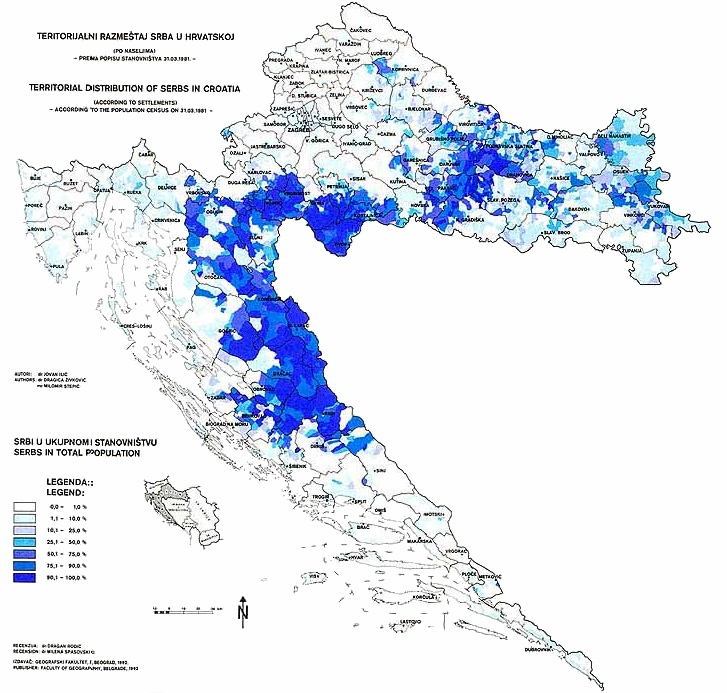
Anteil Serben in der jugoslawischen Republik Kroatien nach Zensus 1991(Geographische Fakultät Belgrad)

Von 1941 bis 1945 verübte der Unabhängige Staat Kroatien (NDH) durch die Ustascha und mit der Hilfe der Wehrmacht einen Völkermord an Serben, unter anderem im KZ Jasenovac. Dabei wurden zwischen 330.000 und 390.000 Serben ermordet. Hier wird auch die Rolle der katholischen Kirche in Kroatien kritisiert. Das KZ Jasenovac gilt heute als Synonym für den Völkermord im jugoslawischen Raum.
Nach 1945 kam es auch durch die Kommunisten um Tito zu politischen Verfolgungen, die in Flucht und Emigration vieler Tausend Serben, besonders der Königstreuen und Tschetniks, ins Ausland, vorwiegend in die USA und Australien, mündete. Bedenkt man die Zahl der Opfer von Flucht, Vertreibung und Ermordung speziell von Serben durch die Folgen des Zweiten Weltkriegs, kann man davon ausgehen, dass auf dem Gebiet des heutigen Kroatiens für die Jahre vor 1941 die Serben einen weit höheren Bevölkerungsanteil als die 1991 im Zensus festgestellten 12 % stellten. Im weiteren Verlauf, z. B. dem Aufzwingen der Planwirtschaft, kam es zur Landflucht und letztlich zur ökonomisch bedingten Emigration.
Vor der Änderung der Verfassung Kroatiens 1990 waren Serben neben den Kroaten als eine der beiden konstituierenden Ethnien der jugoslawischen Republik Kroatien statuiert. Vor dem Kroatienkrieg lebten nach der Volkszählung 1991 581.633, also etwa 12,2 % von 4.784.265 Einwohnern. 2001 lebten in Kroatien laut Zensus noch 201.631 Serben, also 4,54 % von 4.437.460 Einwohnern. Im Zensus 2001 wurden somit etwa 380.000 Serben, 100.000 Jugoslawen und insgesamt etwa 350.000 Menschen weniger gezählt. 44.629 Personen (etwa 1 % der Bevölkerung in Kroatien) gaben Serbisch als ihre Muttersprache an. Zwei Drittel davon leben in der Gegend um Vukovar und Osijek-Baranja. Als Standardantwort war „Kroatisch“ vorgegeben.
Nach der Unabhängigkeitserklärung Kroatiens gründeten die Serben der Krajina (Крајшници/Krajšnici) den De-facto-Staat Republik Serbische Krajina. Während des Kroatienkriegs wurden die Gebiete zunächst „ethnisch gesäubert“. Nach der Eroberung der Serbischen Krajina, wurden zwischen 150.000 und 200.000 Serben vertrieben oder flüchteten nach Serbien und in die Republika Srpska. Nach einem Bericht des kroatischen Helsinki-Komitees kamen während und nach der Offensive insgesamt 400 bis 800 Serben durch marodierende kroatische Truppen ums Leben. Bis 2002 waren nach Angaben der UNHCR rund 100.000 Serben der Krajina zurückgekehrt.
Im Januar 2010 reichte Serbien stellvertretend eine Gegenklage wegen Genozids an Serben auf dem Gebiet des heutigen Kroatiens im Kontext zu den Geschehnissen zwischen 1941 und 1945 sowie 1991 und 1995, also genau fünfzig Jahre später, ein.
In der kroatischen politischen Landschaft beteiligten sich seit Beendigung des Krieges mehrere serbische Abgeordnete wie Milorad Pupovac, Vojislav Stanimirović und Milan Đukić an der Regierungsverantwortung.

#### Slowenien
In Slowenien leben nach der Volkszählung 2002 etwa 39.000 Serben. Im Dezember 2008 revidierte die Regierung Sloweniens die Entscheidung von 1992 zur Ausbürgerung derer, die im zerfallenden Jugoslawien nicht fristgerecht einen Antrag auf slowenische Staatsbürgerschaft gestellt hatten, wovon mehr als 30.000 Serben betroffen waren. Die Betroffenen konnten offiziell nicht ausreisen, eine andere Staatsbürgerschaft stellen oder eine Beschäftigung aufnehmen und mussten fürchten, da sie zu Migranten bzw. Asylanten zurückgestuft wurden, ausgewiesen zu werden. Frühere Volkszählungen im ehemaligen Jugoslawien wurden dementsprechend angepasst und der Anteil der offiziell in Slowenien lebenden Serben verringert. Somit wurden etwa 30.000 Serben in der letzten Volkszählung 2002 nicht berücksichtigt. Im Jahr 2000 wurde diese Entscheidung vom Verfassungsgericht in Slowenien als verfassungswidrig eingestuft. Im Dezember 2008 wurde das Urteil des Verfassungsgerichts schließlich politisch umgesetzt. Entschädigungen für die etwa 16 Jahre der Staatenlosigkeit und Desintegration sollen nach Aussagen der slowenischen Regierung den Opfern zugesprochen werden. Es ist weiterhin nicht geklärt, inwieweit die nunmehr fast 70.000 Serben eine autochthone Minderheit in Slowenien bilden und ob sie deswegen in Zukunft offiziell als neue Minderheit mit entsprechenden Rechten in der Europäischen Union anerkannt werden.

#### Nordmazedonien
In Mazedonien lebten 2002 annähernd 36.000 Serben. Die meisten Serben leben in der Hauptstadt Skopje, in Kumanovo und in der Gemeinde Čučer Sandevo. In Skopje stellen sie nach den Albanern und Roma mit 14.298 Einwohnern oder 2,8 % die drittgrößte Minderheit. In der Stadt Kumanovo stellen sie mit 9062 Einwohnern oder 8,6 % die zweitgrößte Minderheit. Den verhältnismäßig stärksten Anteil in einer Gemeinde bilden die Serben mit etwa 28 % oder 2426 Einwohner in der Gemeinde Čučer Sandevo.

#### Slowakei
Die Slowakei sprach im Februar 2010 den Serben den Status einer nationalen Minderheit zu, was sie zu einer autochthonen Minderheit erhebt. Die genaue Zahl der Serben ist nicht bekannt. Sie stellen nach Schätzung weniger als ein Prozent der Bevölkerung der Slowakei, womit einige zehntausend Personen zu zählen sind. In der letzten Volkszählung 2002 sind sie mit anderen Ethnien zusammen mit zwei Prozent vertreten. Mit dem Status haben die Serben einen Sitz im Parlament der Slowakei und national und international, besonders auf der Ebene der EU, eine deutlich bessere Position.

#### Albanien
Die erste offizielle Bestätigung von Serben in Albanien war die Benennung von 100 Serben und Montenegrinern in der Volkszählung 1989. Bei der Volkszählung 2011 gaben 366 Personen als Nationalität „montenegrinisch“ an, 66 Menschen bezeichneten „serbokroatisch“ als ihre Muttersprache. Eine Selbsteinstufung als Serbe oder Sprecher des Serbischen war nicht möglich. Die serbische Regierung gibt die Zahl mit 35.000–40.000 an. Montenegriner sind, anders als Serben, als nationale Minderheit staatlich anerkannt. Montenegriner und Serben haben sich seit 1991 in der Kulturvereinigung „Moraca–Rozafa“ organisiert. Diese beklagt eine Benachteiligung der Montenegriner und Serben gegenüber anderen Minderheiten. Im Dorf Hamil bei Fier wurde 2014 eine serbischsprachige Schule eröffnet.

#### Rumänien
In Rumänien gibt es eine starke serbische Minderheit im Banat rund um Timișoara und Orșova in Ortschaften wie Ivanda (Kreis Timiș), Belobreșca, Câmpia, Divici, Liubcova, Măcești, Moldova Veche, Pojejena, Socol, Zlatița (alle Kreis Caraș-Severin) und Svinița (Kreis Mehedinți). Insgesamt leben nach der Volkszählung 2002 22.561 Serben (rumänisch Sârbi) auf dem Gebiet des gesamten Rumäniens.

### Diaspora
Das serbische Ministerium für die Diaspora geht von bis zu 3,5 Millionen in der Diaspora lebenden Serben mit serbischstämmigen Hintergrund aus. Es ist beabsichtigt in nächster Zukunft vollständige Analysen durchzuführen und die serbische Diaspora durch Dachverbände besser zu organisieren, um den politischen Willen dieser Menschen im Ausland, sowie in Serbien effektiver in die politische Entscheidungsfindung einzubringen und das wirtschaftliche Potenzial dieser großen Anzahl von Emigranten effizienter auszuschöpfen.
In den USA, Kanada, Australien, Deutschland, Österreich, Schweden, Frankreich und der Schweiz bilden sich die größten serbischen Gemeinschaften. Große innerstädtische Gemeinden haben sich in Chicago, Stuttgart, Wien und in Zürich gebildet.

#### Englischsprachiger Raum
In den USA gaben in der Volkszählung 2010 ca. 141.000 Personen an der Herkunft nach Serben zu sein. Zusätzlich wurde im Zensus 2010 noch nach einer zweiten Herkunft gefragt, wobei sich zusätzlich in etwa 47.000 weitere Befragte als Serben deklarierten. Nach Erhebungen von 2006 bis 2008 nutzen etwa 64.000 Einwohner die serbische Sprache innerhalb der Familie bzw. in den eigenen vier Wänden als Umgangssprache.
In Kanada gaben im Zensus von 2006 46.053 Einwohner an serbischer Herkunft zu sein. Weitere 27.000 gaben an mitunter serbischen Ursprungs zu sein.
Im Zensus von 2006 in Australien werden 95.364 Serben gezählt.

#### Deutschsprachiger Raum
Wie auch in anderen Staaten ist die genaue Zahl der im deutschsprachigen Raum lebenden Serben nicht genau bestimmbar, da bei Volkszählungen oder ähnlichen Erhebungen die Ethnie üblicherweise nicht erhoben wird, sondern nur Zahlen über die jeweilige Staatsangehörigkeit existieren. Die Serben in Deutschland stellen nach den Türken, Italienern, Griechen, Polen, Kroaten und Russen die siebtgrößte ausländische Bevölkerungsgruppe in Deutschland, die Serben in der Schweiz die viertgrößte ausländische Bevölkerung. Die Serben in Österreich sind nach den Deutschen die zweitgrößte ausländische Bevölkerungsgruppe.
Der Zentralrat der Serben in Deutschland, der ein weitgefasstes Verständnis zur ethnischen Zugehörigkeit der Migranten aus Jugoslawien besitzt, spricht von mehreren Hunderttausend Serben in Deutschland.
Für 2011 hat das Statistische Bundesamt die Zahl von 197.984 serbischen Staatsangehörigen in Deutschland herausgegeben. Weitere 54.557 in Deutschland lebende Personen mit der Staatsbürgerschaft des ehemaligen Serbien und Montenegro haben sich noch nicht für eine der möglichen neuen Staatsbürgerschaften entschieden.
In Österreich bezeichneten bei der Volkszählung 2001 177.320 Menschen serbisch als ihre Umgangssprache, dies beinhaltet auch Doppelangaben deutsch/serbisch. Von diesen Personen besaßen 41.944 die österreichische Staatsbürgerschaft.
Ende 2010 lebten ca. 122.000 serbische Staatsangehörige in der Schweiz.
Die erste große Auswandererwelle kam aufgrund des Bedarfs an Gastarbeitern in den 1960er bis 1980er Jahren, die zweite folgte mit dem Zerfall Jugoslawiens 1991 und den darauf folgenden Krisen.

#### Romanischsprachiger Raum
In Italien leben nach der Volkszählung aus dem Jahre 2005 65.000 Staatsangehörige Serbien-Montenegros, davon sind bis zu 30.000 Serben. In diesem Fall kann man davon ausgehen, dass unter 50 % serbischstämmig sind, denn Italien ist seit je her ein beliebtes Immigrationsziel der albanischstämmigen Bevölkerung aus dem Kosovo.

#### Skandinavien
Die Volkszählung Ende 2005 in Schweden erfasste die Ausländer nach dem Geburtsland. Dabei sind 78.000 in Serbien-Montenegro geboren.
In Norwegen leben ca. 10.000–15.000 Serben. Die Angaben stammen vom Januar 2007. Dabei kommen 12.500 Menschen aus Serbien.
Quellen: siehe Tabelle

## Kultur

### Sprache

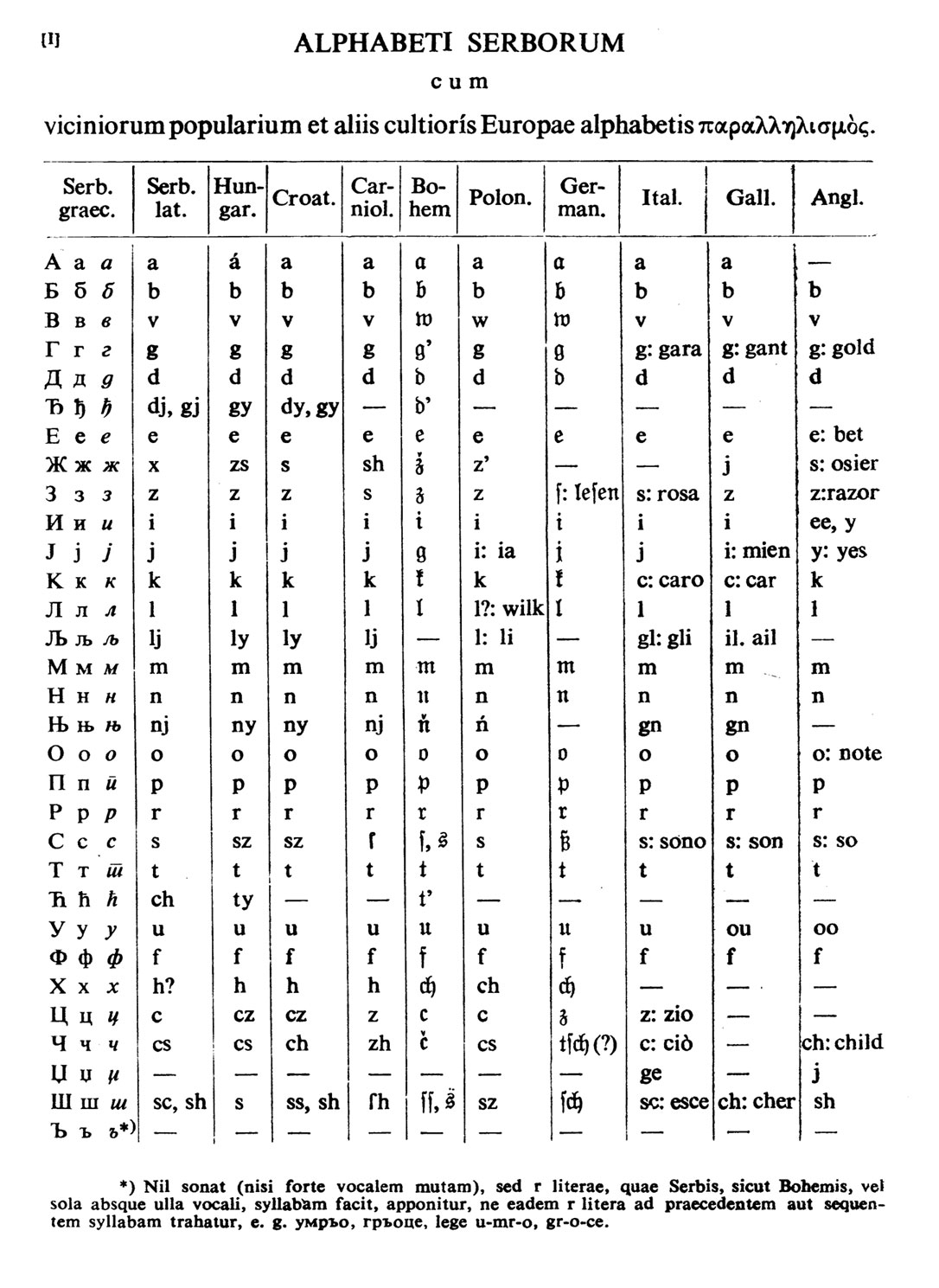
Serbische Azbuka 1841

Serben sprechen die serbische Sprache, in Serbien überwiegend die ekavische Variante. Die Sprache entspricht weitgehend dem im 19. Jahrhundert standardisierten Serbokroatischen. In Bosnien und Herzegowina, Kroatien und Montenegro wird das Serbische überwiegend in der ijekavischen Variante gesprochen. Zudem existiert auch die ikavische Variante, die jedoch keine Schriftsprache darstellt und mundartlich kaum noch angewendet wird, höchstens als halbikavisch oder halbijekavisch.
Im Klerus der serbisch-orthodoxen Kirche wird noch das Kirchenslawisch serbischer Varietät bewahrt. Eine Besonderheit bilden die serbischen Walachen. Nach der letzten Volkszählung 2002 deklarierte sich etwa ein Drittel der etwa 55.000 Walachisch Sprechenden als Serben. Interessant ist, dass mehr oder weniger etwa drei Viertel der etwa 200.000 Serben in Kroatien im Zensus 2001 sich als muttersprachlich kroatischsprechend deklariert haben muss, da die Zahl der muttersprachlich serbisch Sprechenden mit etwa 45.000 im Zensus angegeben wird.

### Schrift
Sowohl das kyrillische Alphabet, die Azbuka vom serbischen Reformator Vuk Stefanović Karadžić, als auch das lateinische Alphabet, ergänzt durch serbische Sonderzeichen, sind im Gebrauch, wobei in der Verfassung Serbiens von 2006 festgelegt wurde, dass das Kyrillische den Vorzug vor der lateinischen Schrift besonders in Behörden, wie auch im Schulunterricht, hat.

### Nachnamen

#### Form
Bei serbischen Nachnamen gibt es im Gegensatz zu den meisten anderen slawischen Nationen keine Angleichung des Namens bezüglich des Geschlechts des Namensträgers. Serbische Nachnamen sind zumeist Patronyme oder Metronyme. Schätzungen zufolge haben mehr als zwei Drittel der Nachnamen das -ić als Endung. Je nachdem was für ein Konsonant oder Vokal am Ende des Namens steht, ist ein -ević, -ović bzw. -vić angefügt. Ist das v selbst der letzte Buchstabe im Wortstamm, folgt ihm das Suffix -ljević. Radosav wird zu Radosavljević, Rastisav zu Rastisavljević. Bei männlichen Namen, wie Nikola oder Kosta, entfällt das a und wird nur mit einem ić ersetzt, was zu Nikolić bzw. Kostić führt. Das gilt auch für die Metronyme, wie in den Beispielen Marić von Mara und Radić von Rada zu sehen ist, da hier nahezu alle weiblichen Namen mit einem a enden. Weitere Endungen sind u. a. -in, -ski, -ev, -ov, -ac, -ak, -ca, -elj. Die Familiennamen, die weit verbreitet sind Jovanović (von Johannes), Petrović (von Peter), Marković (von Marko) sowie Djordjević (von Georg).

#### Bedeutung
Die Aussage, es handele sich bei dem -ić um ein Diminutiv, ist schlussfolgernd. Hierbei wird auf die weitere Anwendung des -ić im serbischen Sprachgebrauch verwiesen, dem seit der Rechtschreibreform derselbe Lautwert zugewiesen wird. So entspricht das -ić in dieser dem deutschen -chen oder -lein. Beispiele hierzu sind konj/konjić, also Pferd/Pferdchen und most/mostić für Brücke/Brücklein.

#### Geschichte
In Westeuropa wurde das ć früher in der Regel als ch, tch, tsch, tz oder k umschrieben, teilweise sogar durch ein n ersetzt. Während der Neogenese einer Nation von Serben im 19. und 20. Jahrhundert und der damit verbundenen Bürokratisierung bekam auch das Suffix -ić einen politischen Charakter. So wurde es 1817 als Endung in Namen auf dem Gebiet Österreichungarns verboten. Besonders rigide wurde das Verbot im ungarischen Sprachraum umgesetzt. Auch die Spannungen zwischen den Machtzentren der Serben und Bulgaren führten dazu, dass das geschlechtsneutrale -ić als serbisch und das geschlechtsabhängige -ov als bulgarisch typisiert wurde. Nach 1918 kommt es im neubegründeten Königreich der Serben, Kroaten und Slowenen zur aktiveren Typisierung des -ić als Endung für serbische Nachnamen.

### Religion
Die ethnischen Serben bekennen sich mit einer sehr großen Mehrheit zur Serbisch-Orthodoxen Kirche und damit zum orthodoxen Christentum (serbisch Православље Pravoslavlje). An zweiter Stelle folgen die sich als Atheisten bekennenden Serben. Neben diesen gibt es auch einige sich als Protestanten, römische Katholiken, Muslime und Anhänger anderer Religionen bekennende Serben. Einige Ethnologen sind der Meinung, dass Serben, Bosniaken und Kroaten ihre Volkszugehörigkeit vor allem durch ihre Religionszugehörigkeit bzw. ihren Standpunkt zur Religion definieren und sich damit mit dem entsprechenden Kulturkreis identifizieren.
Die serbische Identität und Kultur ist stark vom orthodoxen Christentum geprägt. So wurde die Schrift über die missionierenden orthodoxen Mönche und sog. Slawenlehrer Kyrill und Method den Serben bekannt gemacht. Diese Errungenschaft die Angleichung der griechischen kyrillischen Schrift an das bis dato an den christlichen Höfen belächelte einfache Altserbische war entscheidend für die kulturelle Entfaltung serbischer Literatur, Kunst, Baukunst, Politik und Religiosität, weshalb Kyrill und Method heute als Heilige verehrt werden. Die orthodoxe Kirche hat des Weiteren die ersten Bildungsinstitutionen bei den Serben eingeführt und im 12. Jahrhundert das erste geschriebene Gesetzbuch, das Nomokanon des heiligen Sava von Serbien etabliert. Sie wird als Bewahrerin der serbischen Identität, Tradition und Geschichte angesehen.

### Serbischer Gruß
Ein markantes Symbol der Serben ist der serbische Gruß, bei dem Daumen, Zeigefinger und Mittelfinger geeint werden. Die drei Finger (Tri prsta) sind religiösen Ursprungs und gehen auf die von der serbisch-orthodoxen Kirche gelehrten Einheit der Dreifaltigkeit Gottes zurück. Als emporgestreckte Version ist der Gruß mittlerweile in Verwendung als serbisches Pendant zum englischen Victoryzeichen. Gerne wird der sinngemäß falsche Gruß (ausgestreckte Version) von serbischen Sportlern und Politikern genutzt.

### Serbisches Kreuz
Ein weiteres Symbol ist das serbische Kreuz. Das Symbol wird heute dahin gedeutet, dass die Symbole als kyrillische S als Abkürzung für den Slogan Samo Sloga Srbina Spasava (Nur Eintracht rettet den Serben) stehen. Das Symbol ist fast identisch mit dem Wappen der letzten byzantinischen Kaiserdynastie der Palaiologen.

### Kolo
Bis in die heutige Zeit überlebte bei einigen slawischen Völkern der altertümliche Reigen, der auf Serbisch Kolo (kyr. коло) genannt wird. Heute wird der kollektive Tanz üblicherweise mit Blasmusik und Akkordeon begleitet, wo früher überwiegend Flöte, Gusle und andere mittelalterliche Instrumente verwendet wurden. Es gibt unzählige Varianten des Kolo, unter denen die berühmtesten das Srpsko und Užičko Kolo sind.